# Eoophyla dolichoplagia
Eoophyla dolichoplagia is een vlinder uit de familie van de grasmotten (Crambidae), uit de onderfamilie van de Acentropinae. De wetenschappelijke naam van deze soort is voor het eerst gepubliceerd in 1917 door George Francis Hampson.
De soort werd ontdekt in Fak-Fak (Nederlands-Nieuw-Guinea).